# Чемпіонат Європи з футболу 2012 (кваліфікаційний раунд, Плей-оф)

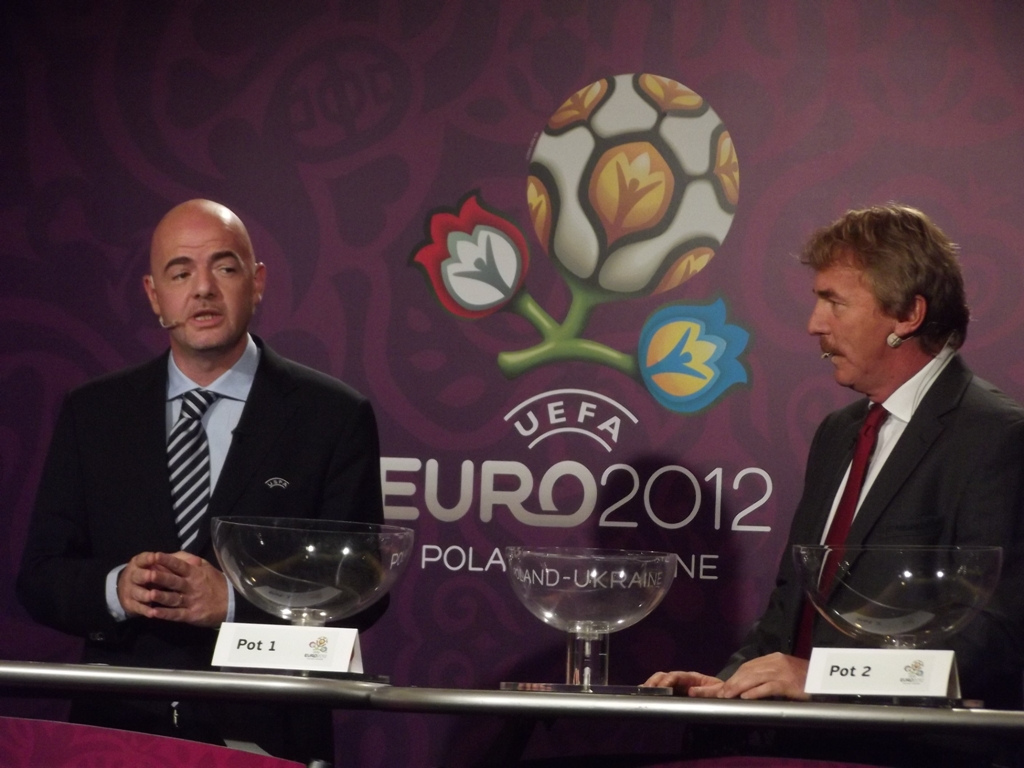
Джанні Інфантіно (зліва) і Збігнев Бонек під час жеребкування матчів плей-оф

Матчі плей-оф кваліфікаційного раунду Чемпіонату Європи з футболу 2012 були зіграні 11 листопада і 15 листопада 2011 року, в них визначилися ще чотири команди, які будуть грати на Євро-2012.

## Рейтинг команд, що посіли другі місця
У команд, що посіли другі місця в групах A, B, C, D, E і F, не враховуються матчі, зіграні з командами, що посіли шості місця у своїх групах.
До плей-оф за місце у фінальній частині Чемпіонату Європи з футболу 2012 потрапили команди Туреччини, Ірландії, Естонії, Боснії і Герцеговини, Хорватії, Чорногорії, Португалії та Чехії, які зайняли у своїх групах другі місця. Збірна Швеції, що також фінішувала другою, поступившись збірній команді Нідерландів, кваліфікувалась напряму, як найкраща команда серед тих, що посіли другі місця.
| М  | Команда              | І | В | Н | П | МЗ | МП | РМ | О  |
| -- | -------------------- | - | - | - | - | -- | -- | -- | -- |
| 1. | Швеція               | 8 | 6 | 0 | 2 | 20 | 11 | +9 | 18 |
| 2. | Португалія           | 8 | 5 | 1 | 2 | 21 | 12 | +9 | 16 |
| 3. | Хорватія             | 8 | 5 | 1 | 2 | 12 | 6  | +6 | 16 |
| 4. | Ірландія             | 8 | 4 | 3 | 1 | 10 | 6  | +4 | 15 |
| 5. | Боснія і Герцеговина | 8 | 4 | 2 | 2 | 9  | 8  | +1 | 14 |
| 6. | Чехія                | 8 | 4 | 1 | 3 | 12 | 8  | +4 | 13 |
| 7. | Естонія              | 8 | 4 | 1 | 3 | 13 | 11 | +2 | 13 |
| 8. | Чорногорія           | 8 | 3 | 3 | 2 | 7  | 7  | 0  | 12 |
| 9. | Туреччина            | 8 | 3 | 2 | 3 | 8  | 10 | −2 | 11 |

## Регламент плей-оф
Команда, яка забиває більше м'ячів у двох поєдинках плей-оф, потрапляє до наступної стадії. Якщо обидва суперники відзначаються рівною кількістю м'ячів, далі проходить той, хто має кращу результативність на виїзді. За рівності й цього показника проводиться серія післяматчевих пенальті.

## Жеребкування
Жеребкування матчів плей-оф відбулося 13 жовтня 2011 в Кракові, Польща. Чотири збірні з вищими позиціями в рейтингу збірних УЄФА були сіяними. Під час жеребкування визначили пари та порядок домашніх і гостьових зустрічей.
| Кошик 1 (сіяні) | Кошик 1 (сіяні) | Кошик 1 (сіяні) |
| Команда         | Коеф.           | Рейтинг         |
| --------------- | --------------- | --------------- |
| Хорватія        | 32.723          | 7               |
| Португалія      | 31.202          | 11              |
| Ірландія        | 28.203          | 13              |
| Чехія           | 27.982          | 15              |

| Кошик 2 (не сіяні)   | Кошик 2 (не сіяні) | Кошик 2 (не сіяні) |
| Команда              | Коеф.              | Рейтинг            |
| -------------------- | ------------------ | ------------------ |
| Туреччина            | 27.601             | 18                 |
| Боснія і Герцеговина | 27.199             | 19                 |
| Чорногорія           | 21.876             | 35                 |
| Естонія              | 20.355             | 37                 |

## Матчі
| Команда 1            | Заг. | Команда 2  | 1-й матч | 2-й матч |
| -------------------- | ---- | ---------- | -------- | -------- |
| Туреччина            | 0–3  | Хорватія   | 0–3      | 0–0      |
| Естонія              | 1–5  | Ірландія   | 0–4      | 1–1      |
| Чехія                | 3–0  | Чорногорія | 2–0      | 1–0      |
| Боснія і Герцеговина | 2–6  | Португалія | 0–0      | 2–6      |

### Перші матчі
| 11.11.2011 |

| Боснія і Герцеговина | 0:0      | Португалія |
| -------------------- | -------- | ---------- |
|                      | Протокол |            |

| Билино Поле, Зеніца Арбітр: Говард Уебб (Англія) |

| 11.11.2011 |

| Туреччина | 0:3      | Хорватія                          |
| --------- | -------- | --------------------------------- |
|           | Протокол | 2' Оліч 32' Манджукич 51' Чорлука |

| Тюрк-Телеком-Арена, Стамбул Арбітр: Фелікс Брих (Німеччина) |

| 11.11.2011 |

| Чехія                    | 2:0      | Чорногорія |
| ------------------------ | -------- | ---------- |
| Піларж 45+2' Сівок 90+2' | Протокол |            |

| Летна, Прага Арбітр: Мартін Аткінсон (Англія) |

| 11.11.2011 |

| Естонія | 0:4      | Ірландія                                   |
| ------- | -------- | ------------------------------------------ |
|         | Протокол | 13' Ендрюс 67' Волтерс 71', 88' (пен.) Кін |

| А. Ле Кок Арена, Таллінн Арбітр: Віктор Кашшаї (Угорщина) |

### Другі матчі
| 15.11.2011 |

| Хорватія | 0:0      | Туреччина |
| -------- | -------- | --------- |
|          | Протокол |           |

| Максимір, Загреб Арбітр: Педро Проенса (Португалія) |

| 15.11.2011 |

| Чорногорія | 0:1      | Чехія      |
| ---------- | -------- | ---------- |
|            | Протокол | 81' Їрачек |

| Градскі, Подгориця Арбітр: Нікола Ріццолі (Італія) |

| 15.11.2011 |

| Ірландія | 1:1      | Естонія      |
| -------- | -------- | ------------ |
| Ворд 32' | Протокол | 57' Васильєв |

| Дублін Арена, Дублін Арбітр: Бйорн Кейперс (Нідерланди) |

| 15.11.2011 |

| Португалія                                           | 6:2      | Боснія і Герцеговина            |
| ---------------------------------------------------- | -------- | ------------------------------- |
| Роналду 8', 53' Нані 24' Поштіга 72', 82' Велозу 80' | Протокол | 41' (пен.) Мисимович 65' Спихич |

| Луж, Лісабон Арбітр: Вольфганг Штарк (Німеччина) |